# 조연환
조연환(曺連煥, 1948년 3월 26일 ~ , 충북 보은)은 대한민국의 공무원이다.

## 학력
- 한국방송통신대학교 경영학 학사
- 국방대학원 국방관리학 석사

## 경력
- 1999.02 : 산림청 자원조성과장(부이사관)
- 2002.02 : 산림청 국유림관리국장(이사관)
- 2003.04 : 산림청 차장
- 2004.07 : 산림청장
- 2006.11 : 농협경제연구소장
- 2008.02 : 생명의숲국민운동 상임대표
- 2012.01 : 천리포수목원장
- 2012.01 : 금산포럼 이사장
- 2012.01 : 재단법인 제산평생학습 이사장

## 수상
- 1990년 : 대통령 표창
- 2001년 : 대통령 표창

| 전임 최종수 | 제21대 산림청 차장 2003년 4월 17일 ~ 2004년 7월 20일 | 후임 이수화 |

| 전임 최종수 | 제23대 산림청장 2004년 7월 20일 ~ 2006년 1월 31일 | 후임 서승진 |